# Vladimir Yefimov
Vladimir Venediktovitch Yefimov (Владимир Венедиктович Ефимов en russe), né le 6 mai 1949 et mort le 23 février 2012 à Moscou, est un créateur de caractères, théoricien et professeur russe. Il a été le directeur artistique et cofondateur de la fonderie typographique ParaType.

## Biographie
Yefimov est né à Moscou le 6 mai 1949. Il est diplômé en art graphique et design à l’Institut polygraphique de Moscou en 1973.
Il travaille pour Paragraph International de 1992 à 1998. Il est cofondateur de ParaType en avril 1998.
Il a travaillé sur plus de 60 polices d’écriture, originales ou sur leurs extensions ajoutant l’alphabet cyrillique.
Yefimov meurt le 23 février 2012.